# Orthotrichum dasymitrium
Orthotrichum dasymitrium är en bladmossart som beskrevs av Lewinsky in T. Koponen och Luo Jian-xin 1992. Orthotrichum dasymitrium ingår i släktet hättemossor, och familjen Orthotrichaceae. Inga underarter finns listade i Catalogue of Life.